# Louis François Joseph Maria van Voorst tot Voorst
Louis François Joseph Maria baron van Voorst tot Voorst (Aerdt, 23 april 1870 - Velp, 25 december 1939) was een Nederlands politicus.
Hij was een notaris uit de Achterhoek, die vijftien jaar Tweede Kamerlid en daarna nog ruim twee jaar Eerste Kamerlid voor de RKSP was. Hij was voorzitter van katholieke boerenorganisaties, die in Kamer behalve over landbouw ook sprak over onder meer waterstaat, Binnenlandse Zaken en handel. Hij was een zwager van de Limburgse commissaris van de Koningin, Eduard Otto Joseph Maria van Hövell tot Westerflier.